# Спас-Нозыга
Спас-Нозыга — опустевшее село в Фурмановском районе Ивановской области, входит в состав Иванковского сельского поселения.

## География
Село расположено на берегу речки Нозыга в 9 км на юго-восток от райцентра Фурманова.

## История
Каменная Преображенская церковь в селе с колокольней построена в 1824 году на средства прихожан. Престолов было три: в холодной — в честь Преображения Господня, в теплой — правый в честь Казанской иконы Божией Матери и левый в честь Феодоровской иконы Божией Матери.
В конце XIX — начале XX века село входило в состав Широковской волости Нерехтского уезда Костромской губернии, с 1918 года — в составе Середского уезда Иваново-Вознесенской губернии.
С 1929 года село входило в состав Погостского сельсовета Середского района Ивановской области, с 1976 года — в составе Иванковского сельсовета, с 2005 года — в составе Иванковского сельского поселения.

## Население
| 1872 | 1897 | 1907 | 2002 | 2010 |
| ---- | ---- | ---- | ---- | ---- |
| 59   | ↗74  | ↗110 | ↘0   | →0   |